# Waikato Rugby Union
Waikato Rugby Union è l'organo di governo del rugby a 15 nella regione neozelandese di Waikato; ha sede a Hamilton e la squadra provinciale a esso afferente al  campionato nazionale provinciale della Nuova Zelanda.
La provincia afferisce a sua volta alla franchise professionistica di Super Rugby degli Chiefs, anch'essa basata a Hamilton.
L'unione rugbistica di Waikato fu fondata nel 1921; i suoi colori sociali sono il giallo, il rosso e il nero, l'impianto interno della squadra provinciale è il Waikato Stadium di Hamilton (ca. 26 000 spettatori).
I giocatori della squadra sono soprannominati Mooloos (dall'inglese moo, "muggito"), e la relativa mascotte è, infatti, una mucca.
Waikato vanta due vittorie nel National Provincial Championship, nel 1992 e nel 2006.

## Palmarès
- National Provincial Championship: 1
1992, 2006